# USS Baltimore (1943)

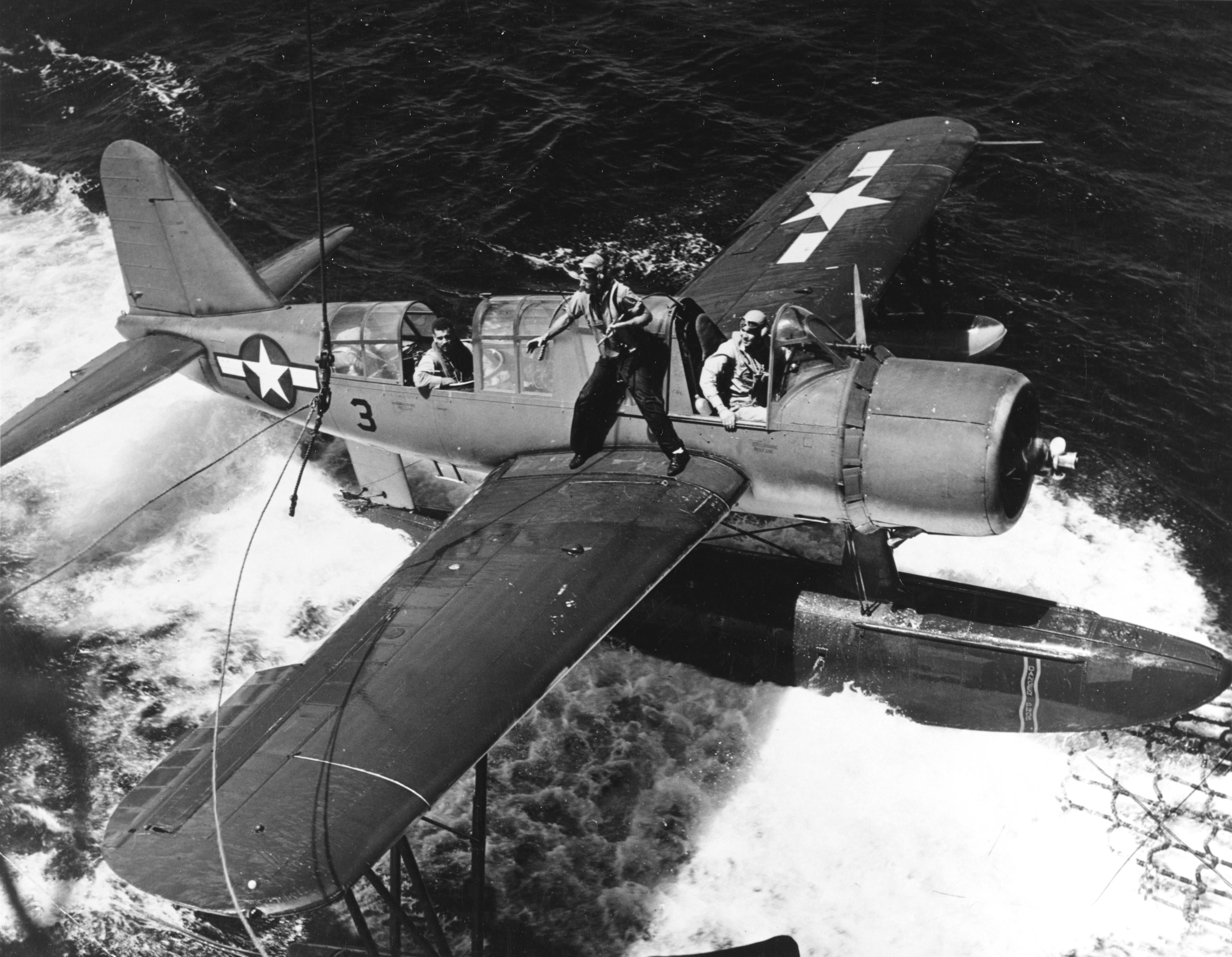
Kingfisher watervliegtuig

De USS Baltimore (CA-68) was een kruiser van de United States Navy, gebouwd tijdens de Tweede Wereldoorlog.

## Naamgeving
Zoals gebruikelijk bij kruisers in de Amerikaanse marine, is het schip genoemd naar een Amerikaanse stad.  Voor de stad Baltimore is het de vijfde vermelding. Tevens is dit schip de eerste van een reeks en zo naamgever van de Baltimoreklasse. De afkorting CA staat voor "Cruiser Armoured".

## Constructie
Het schip werd gebouwd door de Fore River Shipyard van de Bethlehem Steel Company in Massachusetts. Bij zijn tewaterlating op 28 juli 1942 werd het gedoopt door de echtgenote van de toenmalige burgemeester van Baltimore, Howard W. Jackson. Het schip werd in dienst genomen op 15 april 1943 onder commando van kapitein-ter-zee W. C. Calhoun.

## Inzet tijdens de Tweede Wereldoorlog
Gedurende de Tweede Wereldoorlog is het schip actief geweest in de Grote Oceaan. Tussen november 1943 en juni 1944 diende de USS Baltimore (CA-68) bij de ondersteunende eenheden bij verschillende landingen in de Grote Oceaan. Haar taak was doorgaans vuurondersteuning en dekking. Zij was actief bij:
- de invasie de Makin eilanden, (20 november - 4 december 1943);[1]
- de invasie op Kwajalein (29 november 1943 - 8 februari 1944);[1]
- de raid op Truk (16 en 17 februari);[1]
- de inname van Eniwetok (17 februari - 2 maart);[1]
- de aanval op de Marianen (21 en 22 februari);[1]
- de raids op Palau - Yap - Ulithi - Wolesi (30 maart - 1 april);[1]
- de landing op Hollandia (tegenwoordig bekend als Jayapura) (21 tot 24 april);[1]
- de aanvallen op Truk - Satawan - Ponape (29 april - 1 mei);[1]
- luchtaanvallen en ondersteuning tegen Marcus Eiland (19 en 20 mei) en Wake eiland op 23 mei;[1]
- de invasie op Saipan (11 juni - 24 juni) en de Slag in de Filipijnenzee op 19 en 20 juni.[1]

In november 1944 werd de Baltimore ingedeeld bij het 3e Vlooteskader, om verder deel te nemen aan de aanvallen op Luzon (14 tot 16 december 1944 en op 6 en 7 januari 1945), Formosa (3 en 4, 9, 15, en 21 januari), de Chinese kust (12 januari en 16 januari) en Okinawa op 22 januari.
Op 26 januari 1945 werd de Baltimore toegevoegd aan het 5de vlooteskader en nam deel aan de aanval op het eiland Honsgu op 16 en 17 februari en raids ter ondersteuning van de aanval op Okinawa op 18 maart tot 10 juni.
Voor de verdiensten in de Stille Oceaan gedurende de Tweede Wereldoorlog ontving de Baltimore negen Battle Stars.

## De Baltimore na de Tweede Wereldoorlog
Na de beëindiging van de vijandelijkheden met Japan diende de kruiser als eenheid van de "Magic Carpet"-vloot om Amerikaanse soldaten terug te brengen naar de Verenigde Staten. Daarna vormde zij een deel van de bezettingsmacht in Japan (29 november 1945 tot 17 februari 1946. De Baltimore vertrok op 17 februari 1946 vanuit het Verre Oosten en keerde terug naar de Verenigde Staten om daar, op 8 juli 1946, op non-actief gesteld te worden en te worden op genomen als reserve te Bremerton, Washington.
De Baltimore werd weer in dienst gesteld op 28 november 1951 en ingedeeld bij de Amerikaanse Atlantische Vloot. Het schip werd toegevoegd aan het 6de vlooteskader in de Middellandse Zee tijdens de zomerperiodes van 1952, 1953 en 1954.
In juni 1953 vertegenwoordigde Baltimore de Amerikaanse marine tijdens de Coronation Naval Review te Spithead in Groot-Brittannië. Op 5 januari 1955 werd het schip overgeplaatst naar de Pacifische vloot en werd het ingedeeld bij het 7e Vlooteskader in het Verre Oosten, tussen februari en augustus 1955.
Na terugkeer in de Verenigde Staten werd de Baltimore gereviseerd en weer toegevoegd aan de reservevloot in Bremerton op 21 mei 1956. Op 10 mei 1972 werd het schip verkocht voor de sloop en definitief geschrapt uit het register van de Amerikaanse marine.
Het schip werd gesloopt op de sloopwerf van Zidell Explorations, Inc., in Portland (Oregon).

## Trivia

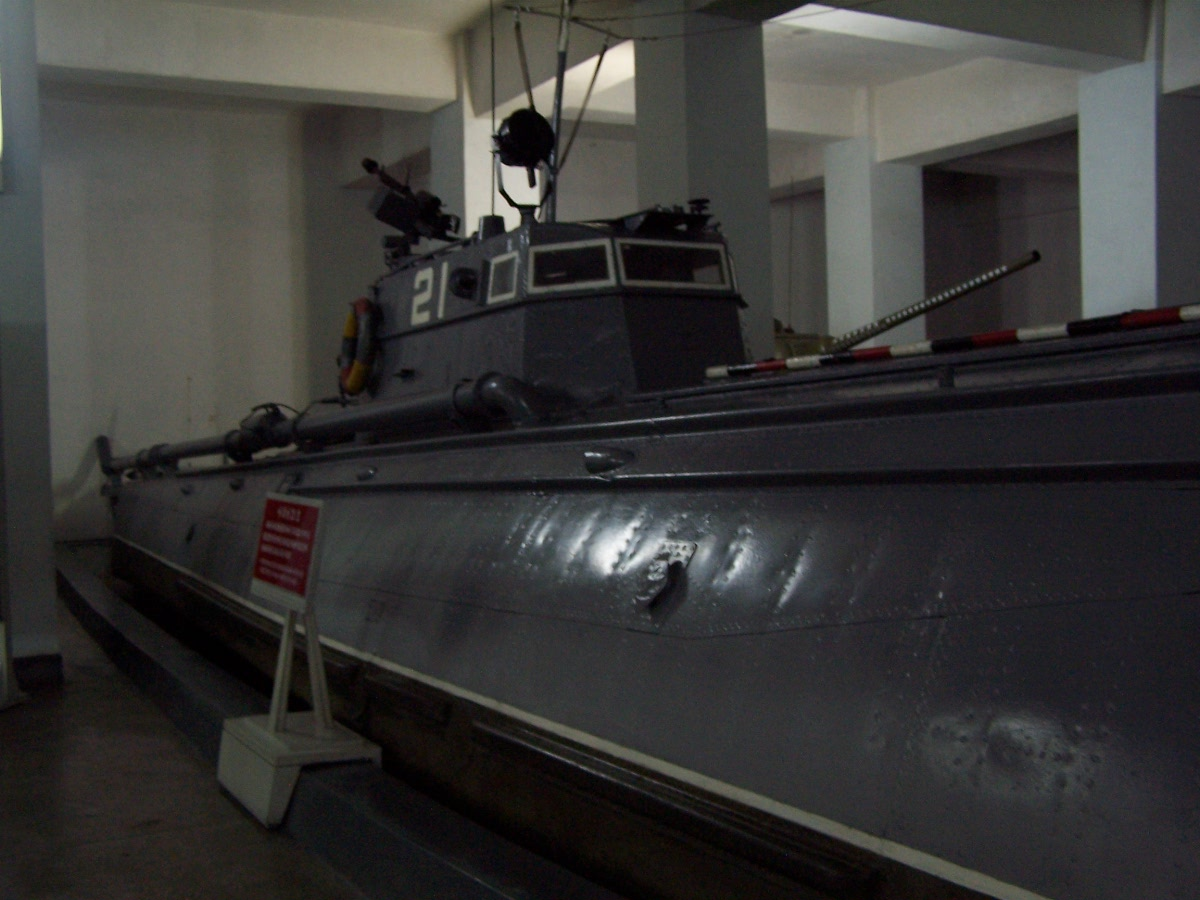
De tentoongestelde minionderzeeboot die zogezegd de Baltimore tot "zinken" had gebracht

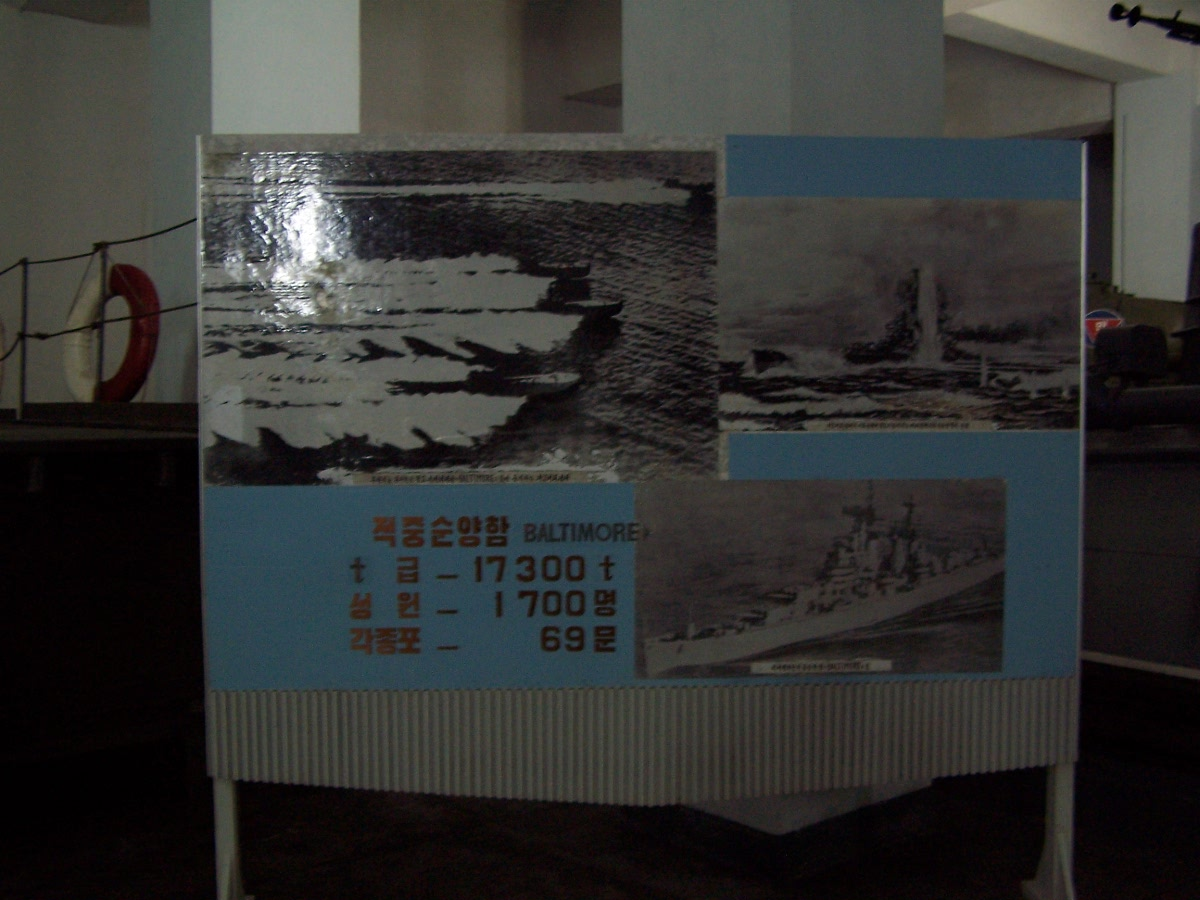
Noord-Koreaanse propagandaposter met de bewering van het tot "zinken" brengen van de USS Baltimore

In juli 1944 kreeg de Baltimore de Amerikaanse president Franklin D. Roosevelt en zijn gevolg aan boord, voor een ontmoeting bezoek met admiraal Chester Nimitz en generaal Douglas MacArthur op de marinebasis Pearl Harbor. Vandaar zou de president en zijn gevolg naar Alaska worden gebracht.
Een museum in de Noord-Koreaanse hoofdstad Pyongyang bewaart een propaganda-affiche waarop vermeld staat dat de Baltimore op 2 juli 1950, tot zinken werd gebracht door de Noord-Koreaanse marine. De minionderzeeboot die de Baltimore tot zinken zou hebben gebracht is daar ook tentoongesteld. In feite werd de Baltimore nooit ingezet in de Koreaanse Oorlog, evenmin nam ze nog ooit deel aan strijdacties na de Tweede Wereldoorlog.